# Ajuntament de Sant Cugat Sesgarrigues
L'Ajuntament de Sant Cugat Sesgarrigues és una obra de Sant Cugat Sesgarrigues (Alt Penedès) inclosa a l'Inventari del Patrimoni Arquitectònic de Catalunya.

## Descripció
És un edifici entre mitgeres de planta baixa i pis. La façana presenta una composició simètrica, amb motllures horitzontals i verticals que divideixen la superfície. A l'eix central hi ha la porta d'accés i un balcó de dues portes amb balustrada. Als laterals hi ha sengles finestres, les de la planta baixa destacades per motllures ressaltades i llinda de línia exterior arquejada i les del pis amb llinda convencional i balustrada a la part baixa.
La façana és coronada per una barana tancada reforçada per petites pilastres que segueixen i completen la línia dels emmarcaments de les obertures. A l'eix central, tot coincidint amb la portada i el balcó, hi ha un frontó semicircular amb pilastres adossades i petites pilastres sobre una cornisa que la coronen.